# 埃尔宾号小巡洋舰
埃尔宾号是俄罗斯帝国海军原以“涅韦利斯科伊将军号”之名、于1913年从德国但泽的希肖船厂订购的一艘小巡洋舰。但随着第一次世界大战的爆发，该舰于1914年8月被德意志帝国海军没收，并于1914年11月以东普鲁士城市埃尔宾（今波兰埃尔布隆格）重命名后下水，至1915年9月投入公海舰队使用。作为皮劳级小巡洋舰的末舰，其姊妹舰仅皮劳号一艘。埃尔宾号的主舰炮为八门150毫米45倍径速射炮，最高速度达27.5节。
埃尔宾号在其服役生涯中仅参加过两次主要行动。第一次是发生于1916年4月的炮击雅茅斯及洛斯托夫特；它在那里曾与英国的哈里奇部队短暂交火。一个月后，它又出席了日德兰海战，并取得交战双方的首次命中。舰只于5月31日至6月1日夜间卷入了一场混战，并于午夜过后不久，遭到己方战列舰波森号的意外撞击，导致船体开孔。海水侵入使得发动机和发电机失灵，舰只失去了动力，无法动弹。至凌晨02:00左右，一艘德国鱼雷艇将其大部分船员接走，余下的船员则于一小时后凿沉了舰只；他们搭乘舰载的独桅纵帆船逃离，后由荷兰渔船救起。

## 设计
埃尔宾号本为俄罗斯帝国海军于1910年代向但泽希肖船厂订购的两艘小巡洋舰之一，原称“涅韦利斯科伊将军号”（Адмирал Невельской）。它于1913年开始架设龙骨、1914年8月5日因第一次世界大战的爆发而作为敌方财产被德意志帝国海军没收，并在更名为埃尔宾号后于1914年11月21日下水，继而展开舾装工作。至1914年12月14日，埃尔宾号正式投入公海舰队使用。
埃尔宾号的全长为135.3（443英尺11英寸），有13.6（44英尺7英寸）的舷宽和5.98（19英尺7英寸）的前吃水。在满载情况下，舰只的排水量可达5,252公噸（5,169長噸）。其推进系统由两套船用蒸汽轮机组成，以驱动两副直径为3.5（11英尺6英寸）的三叶螺旋桨。舰只设计可输出30,000匹軸馬力（22,000千瓦特）的额定功率。它由六台燃煤雅鲁式水管锅炉和四台燃油雅鲁式水管锅炉提供动力，这使得舰只的最高速度可达27.5節（50.9每小時）。埃尔宾号能够携带620公噸（610長噸）煤和额外580公噸（570長噸）燃油，允许其以12節（22每小時）的速度续航4,300海里（8,000）。舰只的标准船员编制则为21名军官和421名水兵，但在战时有所扩编。
埃尔宾号的主舰炮由八门单座安装的150毫米45倍径速射炮组成。其中两门并排布置在艏艛前方，四门设于舰舯、每边各一对，以及两门并排布置在舰艉。副炮则为四门52毫米55倍径速射炮，但其后被两门88毫米45倍径速射炮所取代。此外，舰只还在甲板上安装有两具500（19.7英寸）鱼雷管，并且能够携带120枚水雷。在装甲方面，埃尔宾号的司令塔侧面有75（3.0英寸）厚，而甲板的厚度则为80（3.1英寸）毫米。

## 服役历史
入役后，埃尔宾号被即被分配至第二侦察集群服役，该部队通常会与第一侦察集群的战列巡洋舰共同运用。舰只参与的首个重大行动是1916年4月24－25日的炮击雅茅斯及洛斯托夫特。在前往洛斯托夫特途中，埃尔宾号与罗斯托克号发现了哈里奇部队，这是一支由三艘轻巡洋舰和十八艘驱逐舰组成的分舰队，于凌晨04:50从南方接近德军编队。第一侦察集群司令、海军少将弗里德里希·伯迪克最初命令他的战列巡洋舰继续实施炮击，而埃尔宾号和另外五艘小巡洋舰则集中迎战哈里奇部队。英国和德国的轻型部队于05:30左右发生冲突，大多是在远距离开火。德国的战列巡洋舰于05:47抵达现场，迫使英国分舰队全速撤退。在伯迪克接到该地区潜艇出没的报告而下令中断交战前，英国共有一艘轻巡洋舰和一艘驱逐舰被毁。

### 日德兰海战

英国（蓝）及德国（红）舰队在日德兰海战中的调遣图

1916年5月，公海舰队总司令、海军上将赖因哈德·舍尔计划将一部分英国舰队引出基地，进而由整个公海舰队将其摧毁。埃尔宾号留在第二侦察集群，在行动中隶属于第一侦察集群指挥。该分舰队于5月31日凌晨02:00离开亚德湾锚区，驶向斯卡格拉克海域。舰队主体则于一个半小时后跟进。在15:00，埃尔宾号的瞭望手发现了丹麦轮船峡湾号（N. J. Fjord）；埃尔宾号遂派遣两艘鱼雷艇前往截查。然而，两艘英国轻巡洋舰——伽拉忒亚号和法厄同号同时也在截查这艘轮船，并在发现德国鱼雷艇后，于15:30不久前开火。埃尔宾号转向支援鱼雷艇，于15:32开火。它很快便对伽拉忒亚号取得了战役中的首次命中，但炮弹未能爆炸。英国人遂向北转回第1战列巡洋分舰队，而埃尔宾号仍在远距离射击。皮劳号与法兰克福号也加入了它的行列，但由于英国人已经超出了射程，这三艘小巡洋舰只得于16:17停火。大约十五分钟后，它们与一架从水上飞机母舰恩加丁号起飞的水上飞机相遇。巡洋舰未能取得任何命中，但水上飞机却因发动机故障而被迫停机，并强制着陆。三艘小巡洋舰随后返回了它们在德国战列巡洋舰前方的阵位。
在18:30左右，埃尔宾号及第二侦察集群余部又遇到了轻巡洋舰切斯特号；它们开火并对该舰取得数次命中。当双方巡洋舰脱离时，英国海军少将贺拉斯·胡德麾下的三艘战列巡洋舰介入其中。他的旗舰无敌号击中并引爆了威斯巴登号的轮机舱，从而致使该舰失效。埃尔宾号和法兰克福号则各向英国的战列巡洋舰发射了一枚鱼雷，但均告射失。埃尔宾号还曾于非常远的距离下与战列巡洋舰短暂交火，但并未被击中。在20:15左右，由于锅炉冷凝器泄露，埃尔宾号的左舷发动机失效。这导致在接下来的四个小时内，舰只的速度被限制为20節（37每小時）。
第二侦察集群，连同战列巡洋舰塞德利茨号和毛奇号受命在德国战列线的前方就位，以组成夜间巡航编队。埃尔宾号的锅炉冷凝器仍然存在问题，无法保持到达前线所需的速度，因此落入了第四侦察集群。在23:15，埃尔宾号与汉堡号发现了英国轻巡洋舰卡斯托耳号和几艘驱逐舰。它们使用了英国的识别信号，并驶近至1,000（1,100碼）的范围，然后打开探照灯开火。卡斯托耳号被击中七次并起火燃烧，迫使英国人转向离开。与此同时，对方还向埃尔宾号和汉堡号发射了几枚鱼雷。其中一枚在埃尔宾号底部通过，但没有爆炸。当这场战斗仍在进行时，英国的第2轻巡洋分舰队也抵达了现场，并开始与第四侦察集群交火。埃尔宾号被击中一次，摧毁了舰上的无线电发射台，并造成4人死亡和12人受伤。
午夜过后不久，德国舰队闯入了英国殿后的驱逐舰屏护部队。埃尔宾号此时正与汉堡号和罗斯托克号一同，航行在德国战列线的左舷侧。作为德国阵线上的第一艘舰，无畏舰威斯特法伦号率先开火，接着是埃尔宾号和另外两艘小巡洋舰，以及战列舰拿骚号和莱茵兰号。英国驱逐舰则发动鱼雷攻击，迫使三艘小巡洋舰转向右舷进行躲避。这就使得它们直接面向了德国战列线。埃尔宾号试图在拿骚号和波森号之间穿越，但波森号的舰长直至来不及避免碰撞时才意识到这一举动。波森号使劲转向右舷，但仍然与埃尔宾号的右艉舷相撞。小巡洋舰在水线下方穿孔，海水首先浸没了右舷轮机舱。它最初有18度的倾侧，令涌水蔓延至左舷轮机舱。而随着发动机的关闭，蒸汽开始在管道中凝结，这又使得发电机失灵，并导致舰只失去电力。当海水遍及整个轮机舱后，舰只的倾侧幅度得以减少。埃尔宾号完全丧失了机动性，但没有即时沉没的危险。
在凌晨02:00，鱼雷艇S53号来到身旁，并接走了埃尔宾号的477名官兵。其舰长及一小部分官兵则仍然留在舰上。为了使舰只接近海岸，他们临时搭起了风帆航行，但在03:00左右，英国的驱逐舰被发现正向南接近，埃尔宾号舰长遂发出了凿沉舰只的命令。然后，他们降下舰载的独桅纵帆船并登船离开；在返回港口途中，他们还救起了来自驱逐舰蒂珀雷里号的船医。至大约07:00，一艘荷兰籍的拖网渔船遇到了这艘独桅纵帆船，并将他们带至荷兰。在日德兰海战的过程中，埃尔宾号共发射了230发150毫米炮和一枚鱼雷，其船员中共有4人阵亡、12人受伤。